# Moutard-Diligent
Moutard-Diligent is een in 1927 opgericht champagnehuis dat in Buxeuil is gevestigd. Men verbouwt er druiven in de côte des Bar, maar handelt ook in champagne, bourgogne, chablis en gedestilleerde dranken zoals Marc de champagne. De stichter van het bedrijf, Hyacinthe Diligent, maakte de sprong van wijnboer (récoltant) naar champagneproducerende boer (récoltant-manipulant) en heeft recepten nagelaten die ook nu nog worden gebruikt. Moutard-Diligent is een van de weinige huizen die naast de pinot meunier, de chardonnay en de Pinot Noir ook de bijna vergeten Arbane gebruikt.
Het bedrijf produceert ieder jaar 420.000 flessen. Het "gamma", de serie van uiteenlopende en op verschillende wijze gemaakte champagnes, is vergeleken met de andere champagnehuizen groot.

## De champagnes
- De Brut Gande Cuvée is de meest verkochte champagne en het visitekaartje van het huis. De assemblage werd aangevuld met wijn uit de reserve van het huis. De dosage suiker die met de liqueur d'expédition wordt toegevoegd is minder dan 15 gram per liter.
- De Brut Réserve is gemaakt van 100% chardonnay en is dus een blanc de blancs. Deze flessen hebben na de prise de mousse nog drie jaar op gist in de kelders mogen rijpen.
- De Brut Rosé Cuvaison is een roséchampagne. De rode wijn die voor de kleur bij het mengsel is gevoegd komt ook uit de Champagnestreek.
- De Champagne Demi-sec is een dessertwijn. Per liter champagne wordt bij de dégorgement van de flessen meer dan 35 gram suiker toegevoegd. De suiker maakt deel uit van de liqueur d'expédition.
- De Brut Grande Réserve "Champ Persin" is een champagne de terroir, een monocépage blanc de blancs van chardonnay uit een enkele wijngaard.
- De Extra-Dry "Vigne Beugneux" is een champagne de terroir, een monocépage blanc de noirs van pinot noir uit een enkele wijngaard in de gemeente Beugneux.
- De Brut Rosé "Dame Nesle" is een roséchampagne monocépage van enkel pinot noir. De jonge wijn is op eiken gelagerd.
- De Extra-Brut is een brut-nature, een droge champagne. In de liqueur d'expédition werd geen suiker verwerkt zodat deze champagne, na drie jaar op gist te hebben gerijpt, bijzonder droog is.
- De Rosé Brut Nature is een droge roséchampagne. In de liqueur d'expédition werd geen suiker verwerkt zodat deze champagne, na drie jaar op gist te hebben gerijpt, bijzonder droog is.
- De Cuvée des 2 Soeurs "Brut Nature" is een assemblage van chardonnay en pinot noir. Hierbij is de soleramethode, waarbij wijn in het vat wordt aangevuld met oudere wijn, gebruikt.
- De Brut Cuvée Prestige werd van gelijke delen chardonnay en pinot noir gemaakt.
- De Rosé Prestige
- De Vieilles Vignes "cépage Arbane" Millésime 2006 is een van de druiven van oude wijnstokken uit de wijngaard van Arbane gemaakte monocépage millésime.
- De Cuvée 6 cépages Millésime 2006 werd gemaakt van de zes druivenrassen waarvan het gebruik van de druiven door de Franse wet voor de productie van champagne zijn toegestaan. De pinot meunier, pinot noir en chardonnay vindt men in veel champagnes. Hier zijn ook de arbane, petit meslier en pinot blanc gebruikt.
- De Vieux Millésime zijn de in de kelder bewaarde flessen met alleen de wijn van de oogsten van de goede wijnjaren 1993, 1995, 1996 en 1998 tot 2008.
- De "Buxeuil Rouge" van Moutard-Diligent is een niet-schuimende rode wijn uit de Champagne. Een dergelijke wijn mag niet als champagne worden verkocht, maar wel als een AOC Coteaux champenois. Voor de wijn werd alleen de pinot noir gebruikt.
- De Rosé des Riceys is een roséchampagne van pinot noir uit de gemeente Les Riceys